# Hot Dance Singles Sales
Hot Dance Singles Sales (dawniej Hot Dance Music/Maxi-Singles Sales) – cotygodniowa lista przebojów publikowana przez magazyn Billboard w Stanach Zjednoczonych. Lista sporządzana jest na podstawie sprzedaży singli z gatunku dance i remiksów. Dawniej nosiła nazwę Hot Dance Music/Maxi-Singles Sales, kiedy uwzględniała tylko single w formacie 12" Maxi Single oraz CD Maxi Single, lecz w ostatnich latach zaczęto uwzględniać również single wydane jedynie w formacie Single CD.
Dawniej na Hot Dance Singles Sales były publikowane single z innego gatunku niż dance, jeśli tylko były one w formacie Maxi Single, włączając w to utwory takich artystów jak industrial metalowy zespół Ministry czy grupę grającą rock alternatywny The Smiths. Uznano jednak, że w ten sposób lista mija się z głównym celem publikowania singli dance, tak więc ostatnio single z innego gatunku nie są już publikowane. W efekcie wiele dzisiejszych singli publikowanych jest w formacie Maxi Single, ale nie są uwzględniane na tej liście, chyba że zawierają remiksy dance.